# Oenopota admetoides
Oenopota admetoides is een slakkensoort uit de familie van de Mangeliidae. De wetenschappelijke naam van de soort is voor het eerst geldig gepubliceerd in 1968 door Okutani.